# Vaudemange
Vaudemange is een gemeente in het Franse departement Marne (regio Grand Est) en telt 273 inwoners (2004). De plaats maakt deel uit van het arrondissement Reims.

## Geografie
De oppervlakte van Vaudemange bedraagt 13,2 km², de bevolkingsdichtheid is 20,7 inwoners per km².
De onderstaande kaart toont de ligging van Vaudemange met de belangrijkste infrastructuur en aangrenzende gemeenten.

## Demografie
Onderstaande figuur toont het verloop van het inwonertal (bron: INSEE-tellingen).

## Externe links

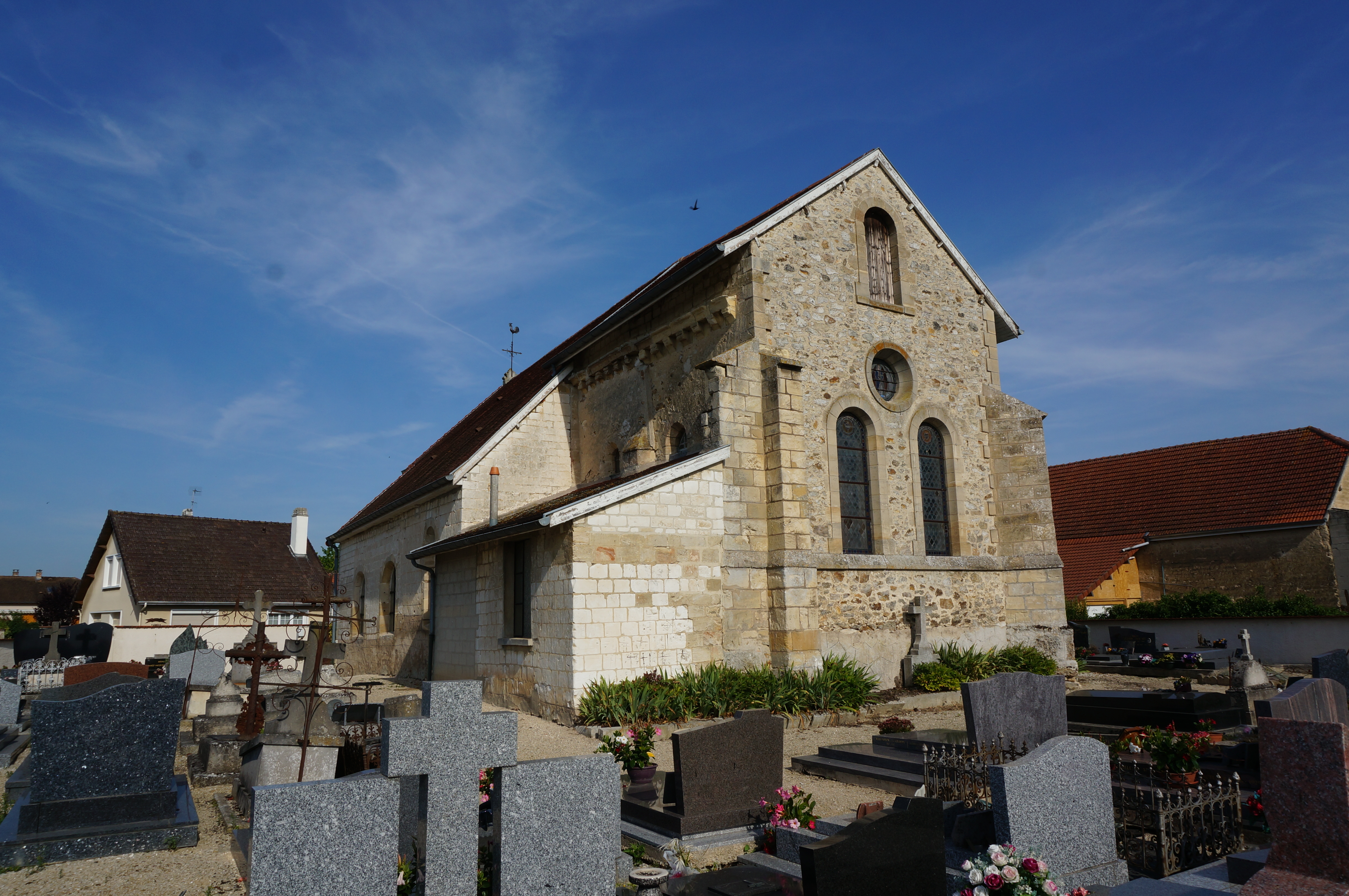
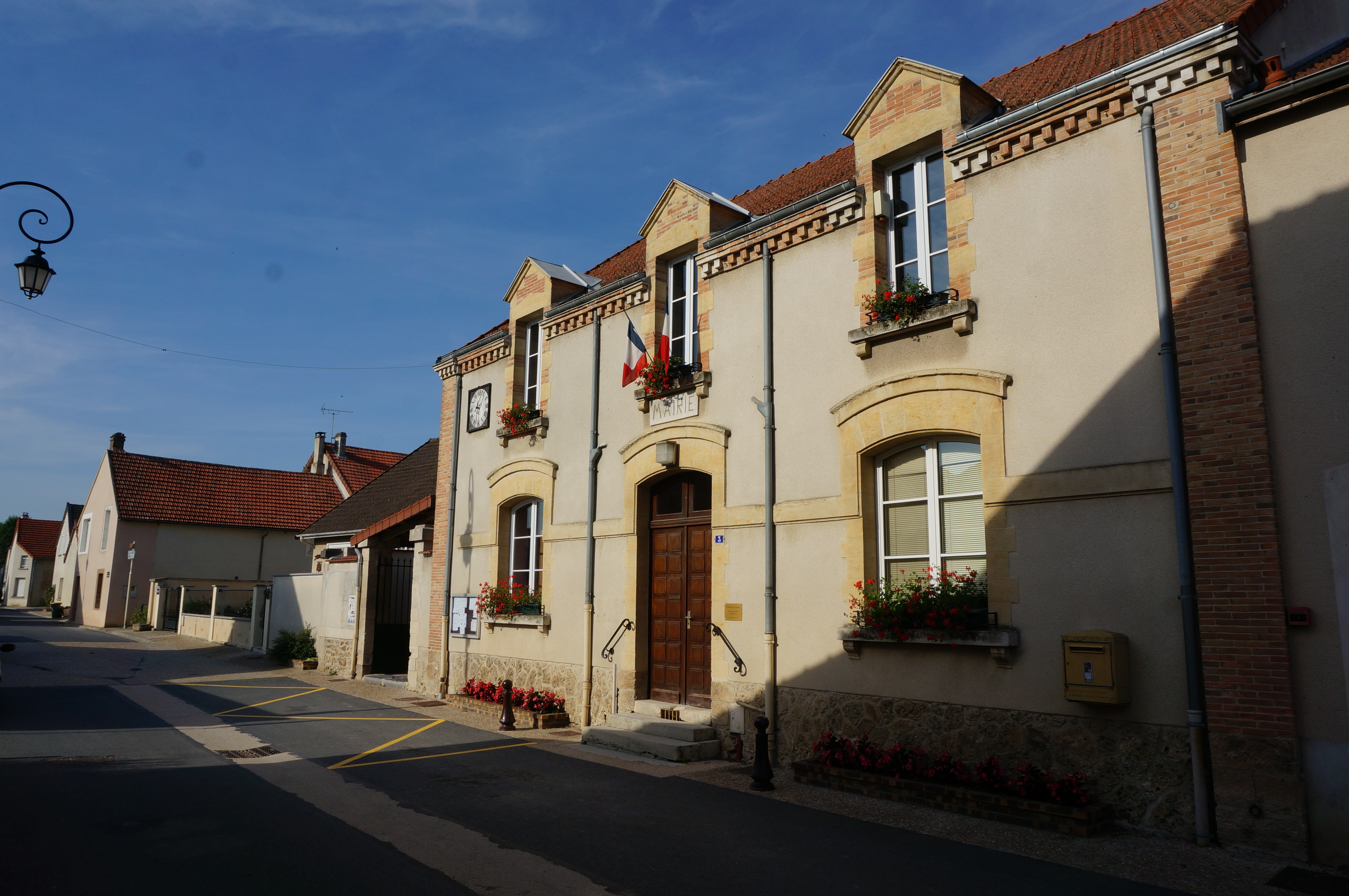